# Канбаров, Иван Ахметович
Князь Иван Ахметович Канбаров (Уразлы Канбаров, тат. Urazğali Aqmөxəmmət uğlı Qanbarov, Уразгали Акмөхәммәт улы Канбаров, ум. до февраля 1571) — опричник, голова, воевода и наместник во времена правления Ивана IV Грозного.
Сын Ак-Мухаммеда, внук Канбара, который был правнуком Идигея, из крымских ногаев.

## Биография
В 1555 году состоялся поход русский войск под Выборг, в котором принял участие и Уразлы Канбаров с городецкими татарами, которого отправили с сеунчем к Государю. В Москву он прибыл 07 февраля 1556 года.
В 1556—1558 годы упоминается, как «Уразлы князь Канбарова Мангит». Скорее всего, вскоре после этого крестился, так как в 1564 году в росписи полков фигурирует уже под христианским именем — Иван. С новым именем он упомяну в 1558 году сеунчем прибывшим к Государю с театра военных действий Ливонской войны.
В апреле 1560 года — первый воевода Передового полка в Ливонском походе под Рую, вместе с воеводой Бутурлиным Афанасием Михайловичем.
В апреле 1561 года — первый воевода в походе из Пскова на Юрьев. Возглавлял Передовой полк.
В ноябре 1562 года упомянут на дворе князя Ивана Дмитриевича Бельского среди дворян, принимавших литовского посланника С. Алексеева. Во время аудиенции литовского посланника у бояр в Москве назван большим дворянином, сидевшим "от бояр, пропустя с два места".
В 1562—1563 годах в Полоцком походе — голова, прибран в есаулы. В 1563—1564 годах командовал Сторожевым полком в Великих Луках. В октябре 1564 года в чине второго воеводы Большого полка участвовал в походе из Великих Лук под Озерища. В июле 1564 года упомянут вторым воеводой во Пскове.
В 1565 году — воевода во Ржеве для охраны границ от литовских войск. В этом же году во время Ливонской войны упомянут воеводой войск правой руки в литовском походе в Торопце,  где в январе Пётр Иванович Татев не захотевший быть третьим воеводой Большого полка под вторым воеводой князем Иваном Канбаровым, отказался ему подчиниться и затеял с ним местнический спор, на что Государь отписал Татеву: "...напрасно бьешь челом". В июле этого же года отправлен воеводой в Псков.  В 1565—1566 годах в чине второго воеводы ходил на Литву. В 1566—1567 годах второй воевода Большого полка для литовского похода, стоял в Вязьме.
В сентябре 1567 года — второй воевода. С полком стоял в Торопце, где с ним затеял местнический спор Андрей Иванович Шеин, который был вторым воеводой полка правой руки. Он должен был ехать в Торопец, но отказался. Зимой 1567—1568 годов во главе Большого полка ходил в поход на литовские земли. В этом же году — воевода полка левой руки "на берегу на польским".
В 1568 — 1569 годах — второй (по другим данным первый) воевода в Дедилове, в следующем 1570 году — второй воевода в Данкове, откуда отозван в Москву.
Царь Иван Грозный 24 июня 1570 года при отпуске польских послов заверил их, что вскоре к польскому королю Сигизмунду II Августу будут отправлены "послы великие" во главе с князем Иваном Ахметовичем Канбаровым и дьяком Осипом Непеей. Отправлен во главе посольства в Речь Посполитую 10 января 1571 года. В переписке с литовскими панами назван "наместником Свияжским".
Князь Иван Канбаров заболел и умер по пути в Речь Посполитую, до февраля 1571 года.
А.А. Зимин высказал предположение, что князь Иван Урыслаев Канбаров являлся опричником.
О потомстве князя Ивана Канбарова ничего не известно.